# Lameiro (Arzúa)
Lameiro es una aldea española situada en la parroquia de Campo, del municipio de Arzúa, en la provincia de La Coruña, Galicia.

## Demografía
| Gráfica de evolución demográfica de Lameiro entre 2000 y 2023 |
|                                                               |
| Datos según el nomenclátor publicado por el INE.              |